# Moeck Musikinstrumente + Verlag
Moeck Musikinstrumente + Verlag är en tysk tillverkare av blockflöjter.
Företaget, som ligger i Celle, grundades 1925 av Hermann Moeck. 1960 tog hans son Hermann Alexander Moeck över verksamheten. Nu ägs företaget av Sabine Haase-Moeck.